# Stary Brus (Lublin)
Pour les articles homonymes, voir Stary Brus.
Stary Brus (prononciation [ˈstarɨ ˈbrus]) est un village de la gmina de Stary Brus, du powiat de Włodawa, dans la voïvodie de Lublin, situé dans l'est de la Pologne.
Il est le siège administratif (chef-lieu) de la gmina rurale de Stary Brus.
Stary Brus se situe à environ 20 kilomètres au sud-ouest de Włodawa (siège du powiat) et 57 kilomètres au nord-est de Lublin (capitale de la voïvodie).
Sa population s'élevait à 449 habitants en 2008.

## Administration
De 1975 à 1998, le village est attaché administrativement à l'ancienne voïvodie de Chełm.

Depuis 1999, il fait partie de la nouvelle voïvodie de Lublin.